# Ротофрено
Ротофрѐно (на италиански: Rottofreno, на местен диалект Altufrèi, Алтуфрей) е град и община в северна Италия, провинция Пиаченца, регион Емилия-Романя. Разположен е на 65 m надморска височина. Населението на общината е 11 524 души (към 2010 г.).